# Jelisaweta Iwanowna Mukassei
Jelisaweta Iwanowna Mukassei (russisch Елизавета Ивановна Мукасей, wiss. Transliteration Elizaveta Ivanovna Mukasej; * 29. März 1912 in Ufa, Gouvernement Ufa, Russisches Kaiserreich; † 19. September 2009 in Moskau, Russland) war eine sowjetische Spionin mit dem Rufzeichen Elsa (Эльза). Mit ihrem Ehemann Michail Isaakowitsch Mukassei war sie jahrzehntelang im Auslandseinsatz. In ihrem Nachruf bezeichnete der russische Auslandsnachrichtendienst SWR Elsa und Zephyr als „legendäres Ehepaar“.

## Leben
Jelisaweta Jemeljanowa wurde am 29. März 1912 in Ufa geboren. Die arme Arbeiterfamilie zog in den Wirren der Oktoberrevolution nach Taschkent. Nach ihrem Schulabschluss nahm sie 1929 an der Universität Leningrad ein Biologiestudium auf. Anschließend arbeitete sie 1929 in einer Fabrik und von 1938 bis 1939 als Direktorin einer Schule für berufstätige Jugendliche. Mit ihrem Ehemann war sie von 1939 bis 1943 in Los Angeles eingesetzt. Von 1943 bis 1949 war sie Sekretärin des Künstlerischen Rates des Moskauer Kunsttheaters.
Daneben erhielt Mukassei seit 1947 eine geheimdienstliche Ausbildung. Sie lernte Deutsch und Polnisch sowie Morsen und Funken. Von 1955 bis 1977 leistete das Ehepaar „Geheimdienstarbeit unter besonderen Bedingungen“ im Ausland. Elsa war in dieser Zeit für den gesamten Nachrichtenverkehr mit der Zentrale verantwortlich. Dabei gab es keinerlei Beanstandungen. In den letzten drei Jahren der Arbeit haben beide viele Reisen in geheimer Mission in europäische Länder unternommen und wertvolle Informationen mitgebracht.
Nach der Rückkehr in die Heimat bildeten sie junge Nachwuchsagenten in geheimdienstlicher Tätigkeit aus. Mukassei verfasste als Autorin viele Lehrbücher und Lehrmittel für Geheimdienste. Sie wurde zum Ehrenoffizier der Staatssicherheit im Range eines Oberstleutnants ernannt.
Jelisaweta Mukassei starb am 19. September 2009 im Alter von 97 Jahren, nachdem ihr 101-jähriger Ehemann 13 Monate zuvor verstorben war. Im Jahr 2004 hatten sie ihre gemeinsame Biographie Zephyr und Elsa. Spione. veröffentlicht.

## Auszeichnungen
Mukassei wurde vielfach geehrt, darunter waren:
- Alexander-Newski-Orden der Sowjetunion
- Medaille „Für Verdienste im Kampf“
- Juri-Andropow-Medaille in Gold

## Biographie
- Michail I. & Jelisaweta I. Mukassei: «Зефир и Эльза. Разведчики-нелегалы». Закон и порядок, 2004. ISBN 5-98465-005-3.